# Ko to kaže, Srbija je mala
Ko to kaže, Srbija je mala (hrv. Tko to kaže, Srbija je mala) je srpska domoljubna pjesma. Osobito je bila popularna tijekom devedesetih godina 20. stoljeća.

## Tekst pjesme
Ko to kaže, Srbija je mala
Ko to kaže, ko to laže, Srbija je mala, (2x)
Nije mala, nije mala, triput ratovala. (2x)
Dvanaeste, dvanaeste, Turke isterala, (2x)
Trinaeste, trinaeste, pred Bugare stala. (2x)
Četrnaeste, četrnaeste, Švaba udario, (2x)
Osamnaeste, osamnaeste, Srbin pobedio. (2x)
Ko to kaže, ko to laže, Srbija je mala, (2x)
Nije mala, nije mala, uvek ratovala,
I opet će, i opet će, robovati neće.

Nije poznato kada je pjesma nastala.
Sama pjesma spominje ratove u kojima je Srbija sudjelovala tijekom 20. stoljeća (Prvi balkanski rat, Drugi balkanski rat, Prvi svjetski rat, Drugi svjetski rat).
No, za vrijeme Domovinskog rata, dodan je i dio u kojem se govori o borbama protiv Hrvatske. Bila je omiljena među srpskim paravojnim formacijama u Republici Srpskoj Krajini.